# Ministerio de Políticas Agrícolas, Alimentarias y Forestales
El Ministerio de Políticas Agrícolas, Alimentarias y Forestales (MIPAAF) es un ministerio del Gobierno italiano, responsable del desarrollo y coordinación de la políticas agrícolas, alimentaria, forestales y de la pesca a nivel nacional, europeo e internacional, representando a Italia en la Unión Europea por cuestiones de competencia.
Su sede se encuentra en el Palazzo dell'Agricoltura en Roma, en la via Venti Settembre, pero también tiene oficinas en via Quintino Sella, 42 y en via dell'Arte, 16, también en Roma.
El actual ministro es Francesco Lollobrigida, en el cargo desde el 22 de octubre de 2022.

### Otros wikiproyectos
- Wikimedia Commons alberga una categoría multimedia sobre Ministerio de Políticas Agrícolas, Alimentarias y Forestales.
- Wikisource en italiano contiene obras del Ministerio de Políticas Agrícolas, Alimentarias y Forestales.

- Datos: Q782620
- Multimedia: Ministry of Agricultural, Food and Forestry Policies (Italy) / Q782620